# Carl Friedrich Theodor Heuer

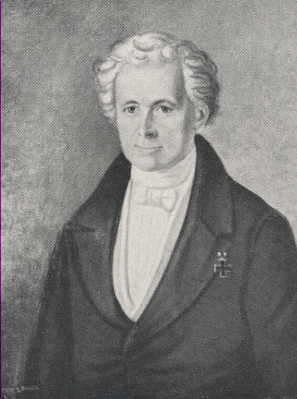
Carl Friedrich Theodor Heuer

Carl Friedrich Theodor Heuer (* 13. Februar 1785 in Greifswald; † 13. Januar 1854) war ein preußischer Offizier und Deichhauptmann im Oderbruch.

## Leben
Heuer war 1813/14 freiwilliger Jäger im 2. Leib-Husaren-Regiment „Königin Viktoria von Preußen“ Nr. 2 und wurde 1815 als Offizier dem 1. Leib-Husaren-Regiment Nr. 1 zugeteilt. 1816 war er Adjutant bei einem Ulanenregiment in Posen. Er bekam das Eiserne Kreuz II. Klasse von 1813 und den Kaiserlich russischen St. Georgorden V. Klasse. Als Baukondukteur wurde er am 3. April 1824 zum zweiten Deichinspektor bestellt und war seit 1. November 1830 Oberdeichinspektor in Wriezen.
Heuer hatte wesentlichen Anteil an der Abdämmung der Alten Oder bei Güstebiese 1832 und war viele Jahre hindurch mit den Vorarbeiten für einen Plan zur Melioration des Niederoderbruches beschäftigt. Wenn dieser Plan auch später einige Änderungen erlitt und Heuer bei der Ausführung der Arbeiten nicht beschäftigt war, so blieb doch der „Heuer’sche Plan“ die Grundlage des von 1848 bis 1859 ausgeführten Werkes.
Heuer wird als ein überaus mildtätiger Mensch geschildert, der stets bereit war, anderen, oft weit über seine Mittel hinaus, zu helfen. Als er an Lungenlähmung plötzlich starb, befand sich die Witwe (er hatte im Alter von 60 Jahren zum zweiten Mal geheiratet) mit zwei unmündigen Töchtern in bitterer Not. König Friedrich Wilhelm IV. bewilligte der Witwe wegen seiner Verdienste eine Pension von 120 Talern jährlich, der Deichverband setzte eine jährliche Unterstützung von 200 Talern bis zur Volljährigkeit der Töchter aus. Eine Sammlung unter den Deichgenossen ergab 1.245 Taler für die Hinterbliebenen.